# Vladimir Dragičević
Vladimir Dragičević (en serbe : Владимир Дрaгичевић), né le 30 mai 1986, à Cetinje, en République socialiste du Monténégro, est un joueur monténégrin de basket-ball. Il évolue au poste de pivot.

## Biographie
À l'été 2013, Dragičević rejoint le Stelmet Zielona Góra, champion de Pologne en titre.
En novembre 2013, il est nommé meilleur joueur de la 6e journée de l'Euroligue. Dans une victoire du Stelmet Zielona Góra face au Bayern Munich, il marque 19 points (à 7 sur 11 au tir) et prend 11 rebonds pour une évaluation de 32.

## Palmarès
- Vainqueur de la coupe du Monténégro 2007, 2008, 2009, 2010, 2011